# Mouhsine Iajour
Mouhcine Iajour (Casablanca, 24 januari 1987) is een Marokkaans betaald voetballer die bij voorkeur als aanvaller speelt. Hij verruilde in 2020 Damac FC voor RSB Berkane. Iajour debuteerde in 2004 in het Marokkaans voetbalelftal.
Iajour werd in 2013 de eerste Afrikaanse voetballer die de topscorer werd én de bronzen bal won van de FIFA Club World Cup in 2013 met Raja Casablanca, de prijs kreeg hij overhandigt na de met 0-2 verloren WK-Club finale tegen Europees kampioen FC Bayern München.

## Interlandcarrière
Mouhcine Iajour ontving zijn eerste uitnodiging van Badou Zaki in 2004, hij maakte zijn debuut tegen het Zwitsers voetbalelftal op 18 februari 2004, tijdens een 2-1 overwinning wist Iajour tijdens zijn debuut te scoren. Iajour scoorde de 2-0.

## Erelijst
| Trofee           | Competitie                                      | Aantal          | Jaar            |                 |
| Raja Casablanca  | Raja Casablanca                                 | Raja Casablanca | Raja Casablanca | Raja Casablanca |
| ---------------- | ----------------------------------------------- | --------------- | --------------- | --------------- |
| Vlag van Marokko | Winnaar Botola Pro                              | 1x              | 2012/13         |                 |
| Vlag van Marokko | Winnaar Coupe du Trône                          | 2x              | 2012, 2017      |                 |
|                  | Winnaar Arabische Champions League              | 1x              | 2005/06         |                 |
|                  | Finalist Wereldkampioenschap voetbal voor clubs | 1x              | 2013            |                 |
| Wydad Casablanca |                                                 |                 |                 |                 |
|                  | Finalist CAF Champions League                   | 1x              | 2011            |                 |

Individueel
| Prijs                                                   | Aantal | Jaren   |
| ------------------------------------------------------- | ------ | ------- |
| Marokko                                                 |        |         |
| Topscorer Botola Pro                                    | 1x     | 2017/18 |
| Topscorer Wereldkampioenschap voetbal voor clubs 2013   | 1x     | 2013    |
| Bronzen Bal Wereldkampioenschap voetbal voor clubs 2013 | 1x     | 2013    |
| Topscorer Africa U-20 Cup of Nations                    | 1x     | 2005    |